# Кертісс (Вісконсин)
Кертісс (англ. Curtiss) — селище (англ. village) в США, в окрузі Кларк штату Вісконсин. Населення — 292 особи (2020).

## Географія
Кертісс розташований за координатами 44°57′10″ пн. ш. 90°26′22″ зх. д. / 44.95278° пн. ш. 90.43944° зх. д. (44.952807, -90.439498).  За даними Бюро перепису населення США в 2010 році селище мало площу 1,75 км², з яких 1,75 км² — суходіл та 0,00 км² — водойми.

## Демографія
Згідно з переписом 2010 року, у селищі мешкало 216 осіб у 76 домогосподарствах у складі 52 родин. Густота населення становила 123 особи/км².  Було 82 помешкання (47/км²).
Расовий склад населення:
| - 58,3 % — білих - 1,4 % — корінних американців - 0,5 % — чорних або афроамериканців - 39,8 % — осіб інших рас |

До двох чи більше рас належало 0,0 %. Частка іспаномовних становила 51,9 % від усіх жителів.
За віковим діапазоном населення розподілялося таким чином: 28,7 % — особи молодші 18 років, 57,9 % — особи у віці 18—64 років, 13,4 % — особи у віці 65 років та старші. Медіана віку мешканця становила 30,5 року. На 100 осіб жіночої статі у селищі припадало 103,8 чоловіків;  на 100 жінок у віці від 18 років та старших — 111,0 чоловіків також старших 18 років.
Середній дохід на одне домашнє господарство  становив 45 239 доларів США (медіана — 36 875), а середній дохід на одну сім'ю — 46 269 доларів (медіана — 38 750). Медіана доходів становила 24 545 доларів для чоловіків та 21 389 доларів для жінок. За межею бідності перебувало 33,0 % осіб, у тому числі 48,8 % дітей у віці до 18 років та 6,9 % осіб у віці 65 років та старших.
Цивільне працевлаштоване населення становило 137 осіб. Основні галузі зайнятості: виробництво — 54,7 %, роздрібна торгівля — 13,9 %, транспорт — 7,3 %, сільське господарство, лісництво, риболовля — 5,8 %.